# Vive-Hadsund Pastorat
Vive-Hadsund Pastorat er et himmerlandsk pastorat i Hadsund Provsti (Aalborg Stift), som består af følgendesogn:
- Vive-Hadsund Sogn

I pastoratet er der to kirker
- Hadsund Kirke
- Vive Kirke

Vive-Hadsund Pastorat opstod efter Kommunal- og provstireformen i 2007, ved sammenlægning af Hadsund Pastorat og Vive Pastorat.